# Джонсон, Ларри
Ларри Деметрик Джонсон (англ. Larry Demetric Johnson; родился 14 марта 1969 года в Тайлере, штат Техас) — американский профессиональный баскетболист.

## Спортивная карьера
Играл на позиции тяжёлого форварда и лёгкого форварда. Учился в Колледже Одессы и университете Лас-Вегаса, в 1991 году был выбран на драфте НБА под 1-м номером командой «Шарлотт Хорнетс». Позже выступал за команду «Нью-Йорк Никс». Всего в НБА провёл 10 сезонов. В 1987 году стал лучшим баскетболистом среди учащихся старшей школы. В 1992 году признавался новичком года и включался в 1-ю сборную новичков НБА. Два раза принимал участие в матче всех звёзд НБА (1993, 1995). Один раз включался во 2-ю сборную всех звёзд НБА (1993). В 1990 году Джонсон стал чемпионом Национальной ассоциации студенческого спорта. В 1991 году стал лауреатом Приза Джеймса Нейсмита, Приза имени Оскара Робертсона и Приза имени Джона Вудена, а также признавался баскетболистом года среди студентов по версии Sporting News и NABC. Два года подряд включался в 1-ю всеамериканскую сборную NCAA, а также признавался баскетболистом года среди студентов конференции Big West (1990—1991). Всего за карьеру в НБА сыграл 707 игр, в которых набрал 11 450 очков (в среднем 16,2 за игру), сделал 5300 подбора, 2298 передач, 515 перехватов и 258 блок-шотов.

## Карьера в сборной США
В 1994 году стал в составе сборной США победителем чемпионата мира по баскетболу в Канаде. В 1989 году стал в составе сборной США чемпионом летней Универсиады в Дуйсбурге. В 1987 году Джонсон выиграл в составе сборной США серебряные медали чемпионата мира по баскетболу среди юношей до 19 лет в Бормио.

## Личная жизнь
Джонсон принял ислам. Во время сезона НБА он соблюдает все посты месяца Рамадан.

## Статистика

### Статистика в НБА
| Сезон                                                                                    | Команда  | Регулярный сезон | Регулярный сезон | Регулярный сезон | Регулярный сезон | Регулярный сезон | Регулярный сезон | Регулярный сезон | Регулярный сезон | Регулярный сезон | Регулярный сезон | Регулярный сезон | Серия плей-офф | Серия плей-офф | Серия плей-офф | Серия плей-офф | Серия плей-офф | Серия плей-офф | Серия плей-офф | Серия плей-офф | Серия плей-офф | Серия плей-офф | Серия плей-офф |
| Сезон                                                                                    | Команда  | GP               | GS               | MPG              | FG%              | 3P%              | FT%              | RPG              | APG              | SPG              | BPG              | PPG              | GP             | GS             | MPG            | FG%            | 3P%            | FT%            | RPG            | APG            | SPG            | BPG            | PPG            |
| ---------------------------------------------------------------------------------------- | -------- | ---------------- | ---------------- | ---------------- | ---------------- | ---------------- | ---------------- | ---------------- | ---------------- | ---------------- | ---------------- | ---------------- | -------------- | -------------- | -------------- | -------------- | -------------- | -------------- | -------------- | -------------- | -------------- | -------------- | -------------- |
| 1991/92                                                                                  | Шарлотт  | 82               | 77               | 37,2             | 49,0             | 22,7             | 82,9             | 11,0             | 3,6              | 1,0              | 0,6              | 19,2             | Не участвовал  | Не участвовал  | Не участвовал  | Не участвовал  | Не участвовал  | Не участвовал  | Не участвовал  | Не участвовал  | Не участвовал  | Не участвовал  | Не участвовал  |
| 1992/93                                                                                  | Шарлотт  | 82               | 82               | 40,5             | 52,6             | 25,4             | 76,7             | 10,5             | 4,3              | 0,6              | 0,3              | 22,1             | 9              | 9              | 38,7           | 55,7           | 25,0           | 78,8           | 6,9            | 3,3            | 0,6            | 0,2            | 19,8           |
| 1993/94                                                                                  | Шарлотт  | 51               | 51               | 34,5             | 51,5             | 23,8             | 69,5             | 8,8              | 3,6              | 0,6              | 0,3              | 16,4             | Не участвовал  | Не участвовал  | Не участвовал  | Не участвовал  | Не участвовал  | Не участвовал  | Не участвовал  | Не участвовал  | Не участвовал  | Не участвовал  | Не участвовал  |
| 1994/95                                                                                  | Шарлотт  | 81               | 81               | 39,9             | 48,0             | 38,6             | 77,4             | 7,2              | 4,6              | 1,0              | 0,3              | 18,8             | 4              | 4              | 43,0           | 47,7           | 11,1           | 80,0           | 5,8            | 2,8            | 1,0            | 0,5            | 20,8           |
| 1995/96                                                                                  | Шарлотт  | 81               | 81               | 40,4             | 47,6             | 36,6             | 75,7             | 8,4              | 4,4              | 0,7              | 0,5              | 20,5             | Не участвовал  | Не участвовал  | Не участвовал  | Не участвовал  | Не участвовал  | Не участвовал  | Не участвовал  | Не участвовал  | Не участвовал  | Не участвовал  | Не участвовал  |
| 1996/97                                                                                  | Нью-Йорк | 76               | 76               | 34,3             | 51,2             | 32,4             | 69,3             | 5,2              | 2,3              | 0,8              | 0,5              | 12,8             | 9              | 9              | 32,8           | 55,8           | 35,3           | 84,2           | 4,0            | 2,6            | 0,8            | 0,1            | 13,8           |
| 1997/98                                                                                  | Нью-Йорк | 70               | 70               | 34,5             | 48,5             | 23,8             | 75,6             | 5,7              | 2,1              | 0,6              | 0,2              | 15,5             | 8              | 8              | 38,8           | 48,6           | 20,0           | 74,0           | 6,6            | 1,6            | 1,3            | 0,4            | 17,9           |
| 1998/99                                                                                  | Нью-Йорк | 49               | 48               | 33,4             | 45,9             | 35,9             | 81,7             | 5,8              | 2,4              | 0,7              | 0,2              | 12,0             | 20             | 20             | 34,2           | 42,6           | 29,3           | 67,4           | 4,9            | 1,6            | 1,1            | 0,1            | 11,5           |
| 1999/00                                                                                  | Нью-Йорк | 70               | 68               | 32,6             | 43,3             | 33,3             | 76,6             | 5,4              | 2,5              | 0,6              | 0,1              | 10,7             | 16             | 16             | 36,8           | 46,1           | 39,4           | 79,4           | 5,0            | 1,5            | 0,5            | 0,1            | 11,3           |
| 2000/01                                                                                  | Нью-Йорк | 65               | 65               | 32,4             | 41,1             | 31,3             | 79,7             | 5,6              | 2,0              | 0,6              | 0,4              | 9,9              | Не участвовал  | Не участвовал  | Не участвовал  | Не участвовал  | Не участвовал  | Не участвовал  | Не участвовал  | Не участвовал  | Не участвовал  | Не участвовал  | Не участвовал  |
|                                                                                          | Всего    | 707              | 699              | 36,3             | 48,4             | 33,2             | 76,6             | 7,5              | 3,3              | 0,7              | 0,4              | 16,2             | 66             | 66             | 36,3           | 48,3           | 30,3           | 76,7           | 5,3            | 2,0            | 0,8            | 0,2            | 14,2           |
| Наведите курсор мыши на аббревиатуры в заголовке таблицы, чтобы прочесть их расшифровку. |          |                  |                  |                  |                  |                  |                  |                  |                  |                  |                  |                  |                |                |                |                |                |                |                |                |                |                |                |